# متحف صفحات من التاريخ
متحف صفحات من التاريخ، أول متحف متخصص في الصحافة في السعودية لصاحبه جابر عبد الله الغامدي.

## صاحب المتحف
هو جابر بن عبد الله الغامدي، يصف نفسه بأنه عاشق للتاريخ، ساهم في إثراء الكثير من المكتبات السعودية مثل: مكتبة الملك فهد الوظنية ومكتبة الملك عبد العزيز العامة بالمخطوطات والوثائق وغيرها من المواد التي تخص تاريخ المملكة العربية السعودية.

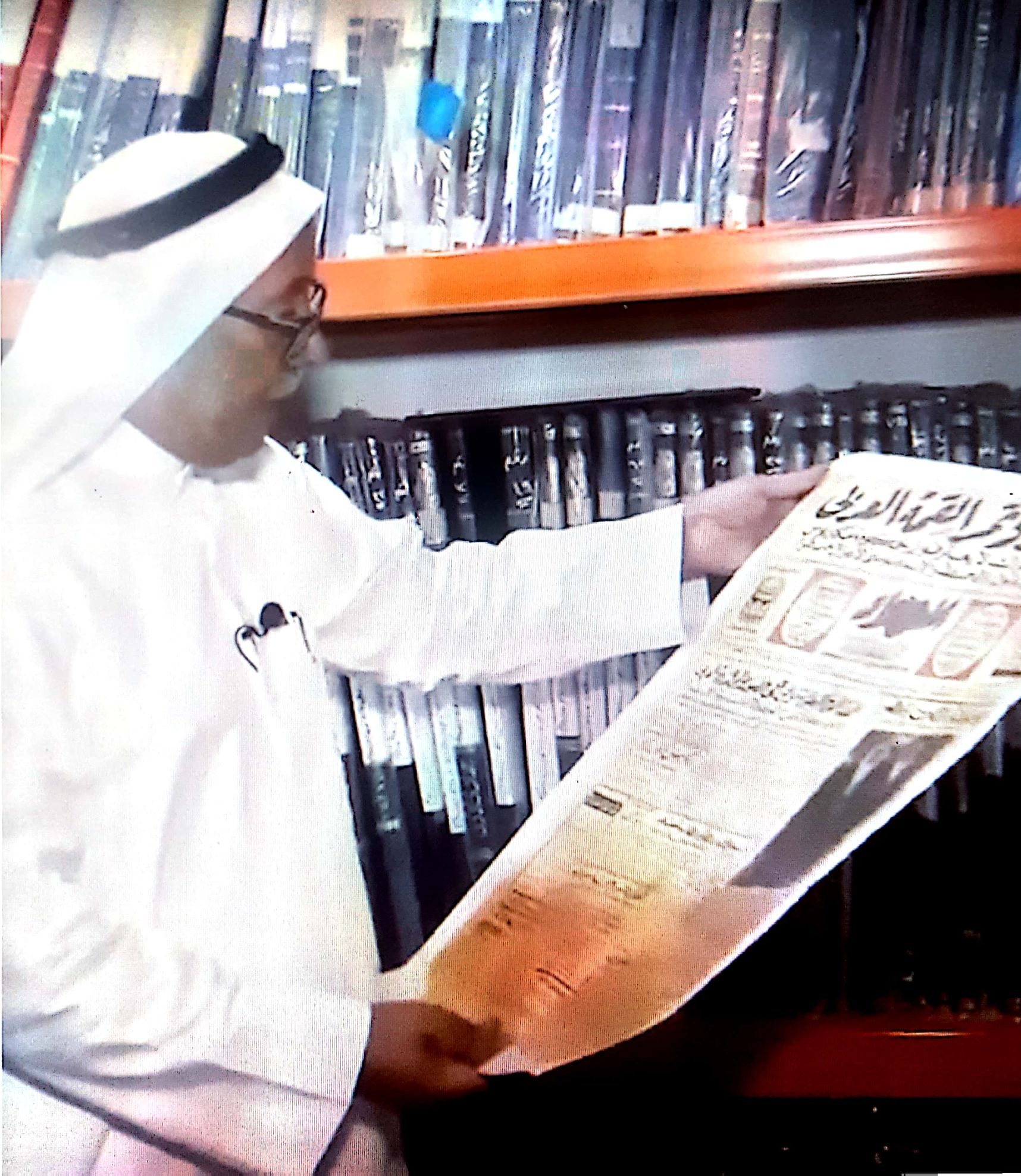
صورة أخرى لصاحب المتحف.

### جهوده في توثيق التاريخ السعودي
- قام بتصنيف وتجزئة التاريخ السعودي - الدولة الثالثة- إلى موضوعات عدة، ثم وضعها في ملفات، وبلغت مدة العمل خمسة عشر سنة، ومن أهم الموضوعات:
- جميع المؤسسات والدوائر الحكومية والوزارات مثل: الداخلية والخارجية.
- التعليم.
- الصحة.
- المواصلات.
- العوائل الحجازية.
- توسعة الحرمين الشرفين.
- تاريخ الحرمين.

وغيرها من الإنجازات التي تمت في عهود ملوك الدولة السعودية الثالثة.

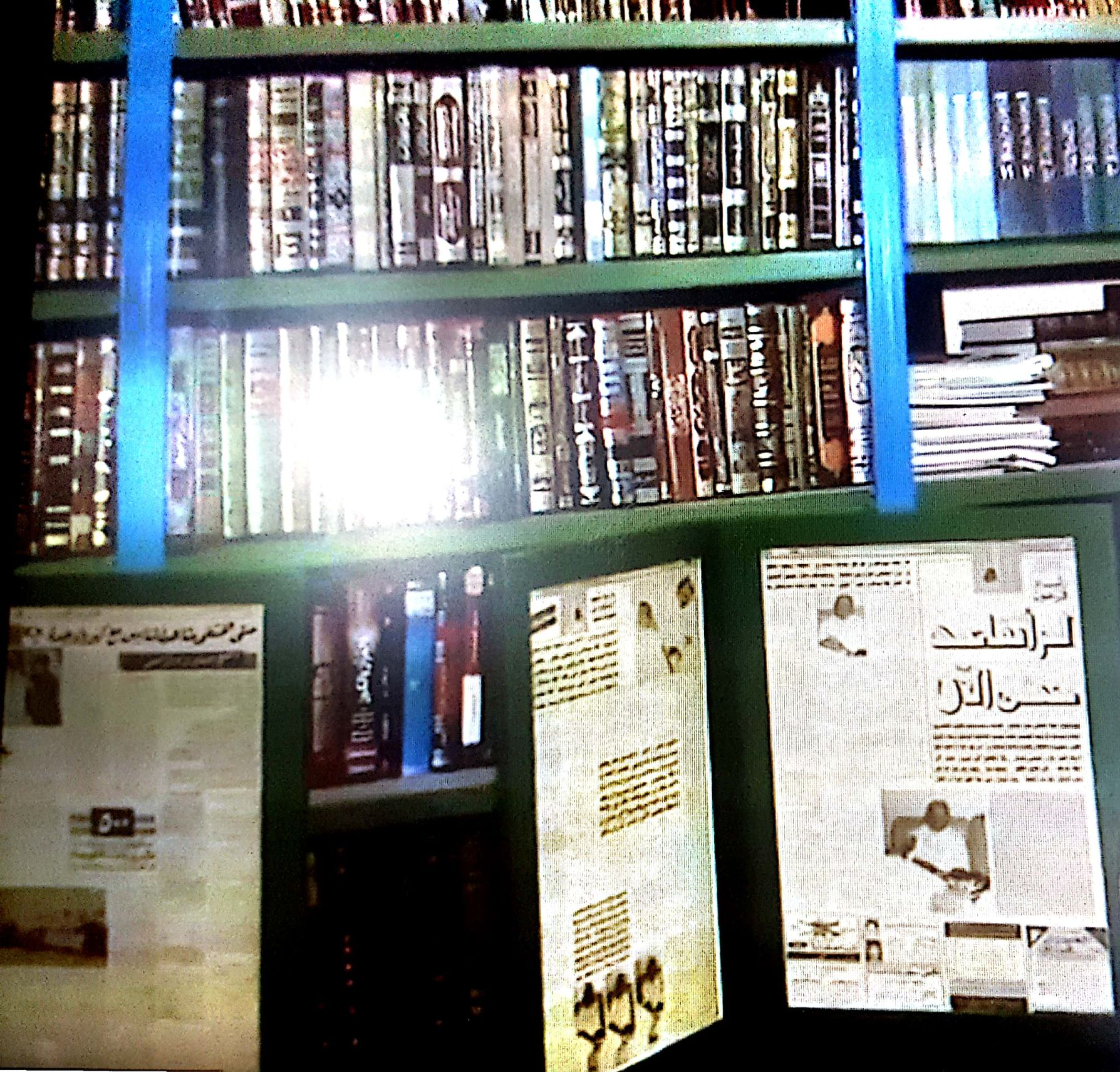
جانب من الملفات في متحف صفحات من التاريخ.

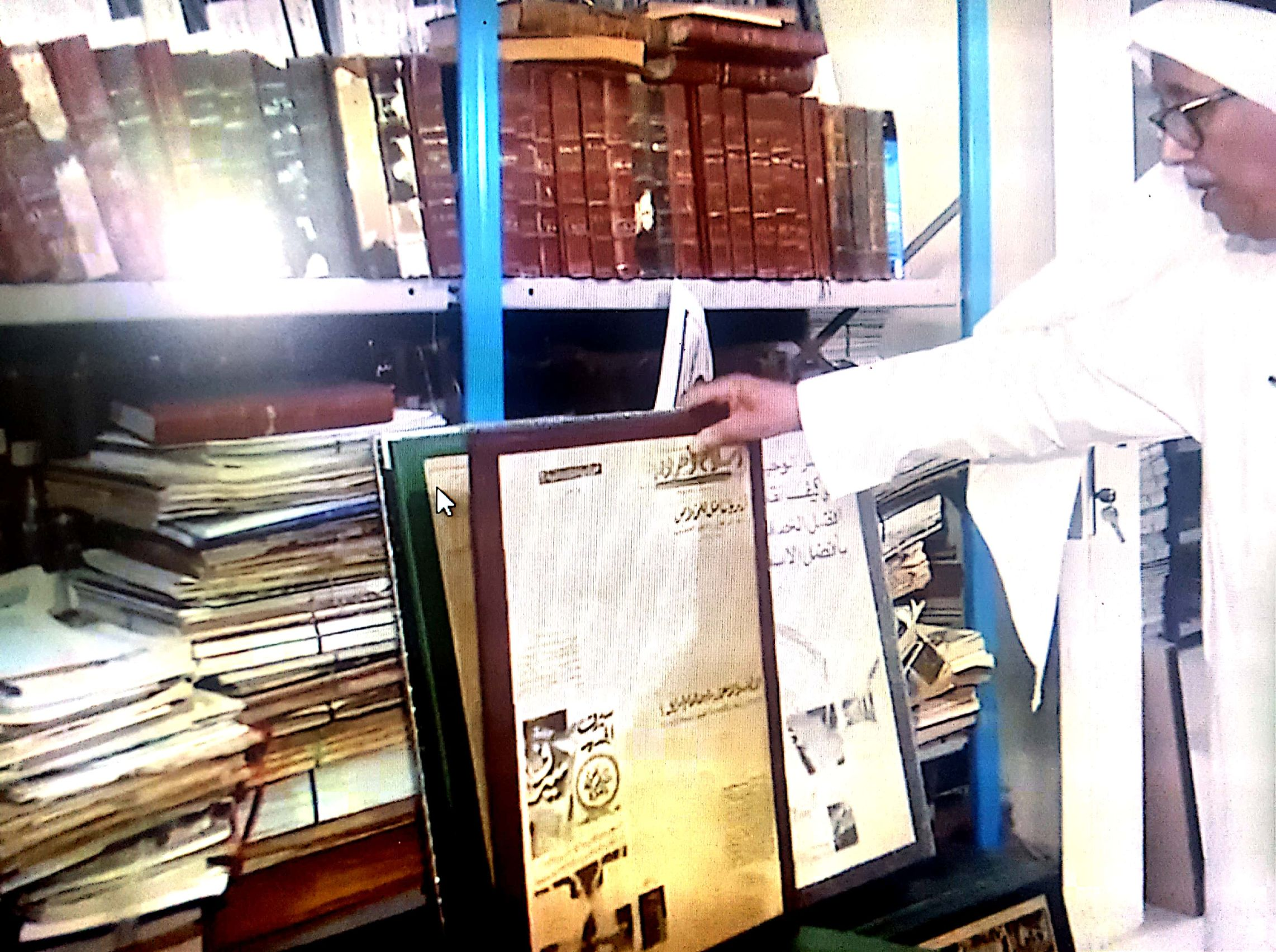
جانب آخر من المتحف.

## فكرة المتحف
أدى نقص المواد التاريخية التي احتاج إليها جابر الغامدي عند البدء في عمل تاريخي خاص بتوثيق (بداية الصحافة في المملكة العربية السعودية)؛ حيث حصل على عدد أو عددين من الصحف عند طلبها من إحدى الجهات، وعلى إثر ذلك فكر في إنشاء متحف خاص بالصحافة.

## أهداف المتحف
- المساهمة في إبراز تاريخ المملكة العربية السعودية.
- المساهمة في توثيق تاريخ المملكة العربية السعودية خلال السبعة عقود الماضية.
- تعريف الناشئة بتاريخ المملكة العربية السعودية من خلال ربط الماضي بالحاضر كيف كانت المملكة وكيف أصبحت من وجهة تاريخية حضارية.

## افتتاح المتحف
صدر الترخيص لافتتاح متحف صفحات من التاريخ (ترخيص متحف تراثي نوعي) من قِبل فرع الهيئة العامة للسياحة والتراث الوطني في جدة، في شهر رجب عام 1440هـ. جاء ذلك ذلك ضمن جهود الهيئة لدعم المتاحف الخاصة في محافظة جدة وتطويرها حتى تؤدي دورها في تعزيز قطاع السياحة والترفيه في المنطقة.
ويحوي المتحف مجموعة كبيرة من الكنوز الثقافية وهي عبارة عن مئات الألوف من النسخ من الصحف والمجلات والكتب القديمة، إلى جانب التحف القديمة المصنوعة من الانتيكات.

## وصلات خارجية
- الترخيص لأول متحف متخصص في الصحافة
- «سياحة جدة» ترخص لأول متحف متخصص في الصحافة بالمملكة